# 머치 더 세임
머치 더 세임(Much the Same)은 미국 일리노이주 버윈 출신 펑크 록 밴드이다. 1999년 돈 룩 다운(Don't Look Down)이라는 이름의 밴드로 결성되었으나, 동명의 뉴저지 출신 밴드로 인해 이름을 바꾸었다. 2007년에 공식적으로 해체를 발표하였다.

## 멤버
- 거너 맥그래스(Gunner McGrath) - 보컬, 기타
- Franky Tsoukalas - 베이스, 보컬
- 댄 오고먼(Dan O'Gorman) - 기타
- 제빈 케이(Jevin Kaye) - 드럼

### 이전 멤버
- 앤디 사이먼(Andy Simon) - 기타
- 무크 스노렉(Mook Snoreck) - 드럼
- Adam Mufich} - 베이스
- 맷 해러버다(Matt Haraburda) - 기타

## 음반 목록
- 《Caught Off Guard》(EP, 2001년)
- 《Quitters Never Win》(2003년)
- 《Survive》(2006년)